# Karol Pietrowski
Karol Pietrowski – polski kompozytor, działający w 2. połowie XVIII wieku.

## Życiorys
Brak informacji na temat jego życia. Jego utwory, zachowane w zbiorach kościoła parafialnego w Grodzisku i kolegiaty w Poznaniu poświadczają związek kompozytora z terenem Wielkopolski i środowiskiem kościelnym. Z jego kompozycji zachowały się 2 symfonie D-dur na 2 flety, 2 rogi, 2 trąbki, kotły oraz kwartet smyczkowy, koncert kościelny Veni Creator na 3 głosy solowe (sopran, alt i bas), 2 skrzypiec, 2 trąbki i organy, oraz offertorium Benedictus sit Deus na 4 głosy solowe (sopran, alt, tenor i bass), 2 skrzypiec i basso continuo.
Należał do jednych z pierwszych polskich twórców symfonii okresu oświecenia, zaadaptował klasyczną 4-częściową formę symfonii. Temat allegra sonatowego w jednej z nich stanowi nawiązanie do uwertury z Czarodziejskiego fletu W.A. Mozarta.